# Maurice Déglise
 (novembre 2024).
Pour les articles homonymes, voir Déglise.
Maurice Déglise, né le 31 mai 1903 à Paris et mort le 2 octobre 1972 dans cette même ville, est un militant communiste puis collaborationniste français.

## Biographie
Militant communiste au début des années 1920, membre du comité central de l'association républicaine des anciens combattants, puis de celui des jeunesses communistes, il est proche d'Albert Treint et de Suzanne Girault, et subit, quoique avec un léger décalage, la même disgrâce qu'eux lorsque la ligne de « bolchévisation » est abandonnée par le parti communiste.
Il est ainsi exclu du parti à la fin de l'année 1928, et participe aux activités du comité de redressement communiste.
Il se rapproche ensuite du mouvement trotskiste, adhère en 1930 à la Ligue communiste, puis rejoint avec la majorité des trotskistes, la SFIO en 1934. Il devient l'année suivante membre de la commission exécutive de la fédération socialiste de la Seine, mais est exclu de la SFIO, avec l'ensemble du « groupe bolchévique-léniniste », en janvier 1936.
Membre fondateur du Parti communiste internationaliste cette même année, il le quitte cependant rapidement, et n'a plus d'activité politique dans les mois qui suivent.
Pendant la période de l'Occupation, il participe à divers mouvements collaborationnistes : d'abord le Front social du travail, de Francis Desphelippon, puis le Rassemblement national populaire.
Malgré son implication dans ces mouvements, il est, après deux mois de détention, relâché puis n'est plus inquiété. Il n'a cependant plus aucune activité publique après la Libération.
Il meurt le 2 octobre 1972 à Paris.